# Mortegliano
Mortegliano – miejscowość i gmina we Włoszech, w regionie Friuli-Wenecja Julijska, w prowincji Udine.
Według danych na rok 2004 gminę zamieszkiwało 4889 osób, 168,6 os./km².